# Хольцендорф, Франц фон
Иохим Вильгельм Франц Филипп фон Хольцендорф (нем. Franz von Holtzendorff, 1829—1889) — немецкий юрист, криминалист, публицист и педагог; профессор права Берлинского и Мюнхенского университетов. Член Академии деи Линчеи.

## Биография
Франц фон Хольцендорф родился 14 октября 1829 года в Бранденбурге. Учился в Боннском университете.
Был профессором в Берлине и Мюнхене. Уже первые труды Хольцендорфа, «Die Deportationsstrafe im römisch. Alterthum» (Лейпциг, 1859), «Die Deportation als Strafmittel» (Лейпциг, 1859), указывали на особый интерес автора к вопросам отбытия наказания, который заставил его предпринять ряд путешествий по всей Европе. Этим же вопросам было посвящено его сочинение об ирландской тюремной системе («Das Irische Gefangnissystem», Лейпциг, 1859; русский перевод под редакцией И. Ламанского, Санкт-Петербург, 1864), а также несколько работ о сокращении срока тюремного заключения и условном освобождении («Die Kürzungsfähigkeit der Freiheitsstrafe und die bedingte Entlassung der Gefangenen», Лейпциг, 1861; «Kritische Untersuchungen über die Grundsätze und Ergebnisse des irisсhen Strafvollzuges», Берлин, 1865).
Но настоящую известность среди коллег Хольцендорфу принёс его труд «Das Verbrechen des Mordes und die Todesstrafe» (Берлин, 1875). В этом сочинении Г. доказывает возможность и желательность упразднения смертной казни в законодательствах культурных народов. Недостаточному, шаткому критерию предумышления Г. противополагает свойство мотивов преступления как критерий различения видов убийства. К этой капитальной работе примыкает популярное изложение вопроса («Psychologie des Mordes»), а также позднейшие статьи о смертной казни (например в итальянской «Rivista penale» 1883 года — о позднейших результатах применения смертной казни).
В постепенном смягчении тюремного режима Франц фон Хольцендорф усматривал лучшее средство для воспитания воли арестанта настолько, чтобы по выходе из тюрьмы он способен был противостоять соблазну. Для таких государств, как Россия, он признавал крайне целесообразной карательной мерой ссылку. Он решительно высказывался против «материалистического принципа полной несвободы воли у человека вообще и преступников в частности» и указывал на необходимость сохранения этического начала, на котором покоилась наука права в прошедшем.
Хольцендорф составил себе почётное имя и в области государственного и международного права. В своих «Prinzipien der Politik» (Берлин, 1869, 2 изд. 1879; французский перевод 1888) он определяет политику как учение о способах осуществления государственных задач вне области правосудия. В международном праве его главным образом занимал вопрос о выдаче преступников и праве убежища. Он был одним из учредителей института международного права. Он же явился главным учредителем съездов немецких юристов, принимал участие в съездах протестантов, выступал поборником расширения прав и улучшения общественного положения женщины. По его мысли выпущены в свет обширные курсы, составленные из вкладов отдельных ученых, причем редакция, придающая возможное единство всему изданию, и составление известных отделов оставались за Хольцендорфом. Таким образом были созданы его классические труды.
Хольцендорф пробовал свои силы и в области изящной литературы; особенно удачны его эпиграммы, равно как и афоризмы, изложенные в его книге «Zeitglossen des gesunden Menschenverstands» (Мюнхен, 1884). Также, вместе с Рудольфом Вирховым, основал серию общедоступных очерков по разнообразнейшим отраслям человеческого знания («Sammlung gemeinverständlicher wissenschaftlicher Vorträge»), a также серию этюдов, посвященных жгучим вопросам современности, юридическим и политическим («Deutsche Zeit- und Streit-Fragen»).
Иохим Вильгельм Франц Филипп фон Хольцендорф умер 4 февраля 1889 года в городе Мюнхене.

## Избранная библиография
- «Die Deportationsstrafe im römisch. Alterthum» (Лейпциг, 1859),
- «Die Deportation als Strafmittel» (Лейпциг, 1859),
- «Das Irische Gefangnissystem», Лейпциг, 1859; русский перевод под редакцией И. Ламанского, СПб., 1864;
- «Das Irische Gefangnissystem», Лейпциг, 1859; русский перевод под редакцией И. Ламанского, СПб., 1864);
- «Die Kürzungsfähigkeit der Freiheitsstrafe und die bedingte Entlassung der Gefangenen», Лейпциг, 1861;
- «Kritische Untersuchungen über die Grundsätze und Ergebnisse des irisсhen Strafvollzuges», Берлин, 1865);
- «Das Verbrechen des Mordes und die Todesstrafe» (Берлин, 1875);
- «Psychologie des Mordes»
- «Prinzipien der Politik» (Берлин, 1869, 2 изд. 1879; французский перевод 1888);
- «Encyclopädie der Rechtswissenschaft in systematischer und alphabetischer Bearbeitung» (Лпц., 1870—1871; 4 изд. 1882);
- «Handbuch des deutschen Strafrechts in Einzelbeiträgen» (Берлин, 1871-77);
- «Handbuch des deutschen Strafprocessrechts» (Берлин, 1879);
- «Handbuch des Völkerrechts auf Grundlage europäischer Staatspraxis» (Лпц., 1885);
- «Handbuch des Gefängnisswesens» (Лпц., 1887-88);
- «Französische Rechtszustände» (Лпц., 1859; русский перевод А. Языкова, СПб., 1865);
- «Wesen und Werth der öffentlichen Meinung» (Мюнхен, 1879; 2 изд. 1880);
  - Роль общественного мнения в государственной жизни Архивная копия от 19 августа 2019 на Wayback Machine. / Перевод П. Ф. Анненского. СПб: Изд-во Ф. Павленкова, 1881.
  - Общественное мнение Архивная копия от 11 августа 2016 на Wayback Machine. / Перевод Н.О. Бера. СПб: Изд-во Я. Оровича. 1895.
- «Zeitglossen des gesunden Menschenverstands» (Мюнхен, 1884);
- «Sammlung gemeinverständlicher wissenschaftlicher Vorträge»);
- «Deutsche Zeit- und Streit-Fragen»[4].